# Ephippiger
Ephippiger Berthold, 1827 è un genere di insetti ortotteri della famiglia Tettigoniidae.

## Etimologia
Il nome deriva dal latino ephippium, che significa sella, data la tipica forma del pronoto associabile a questa.

## Descrizione

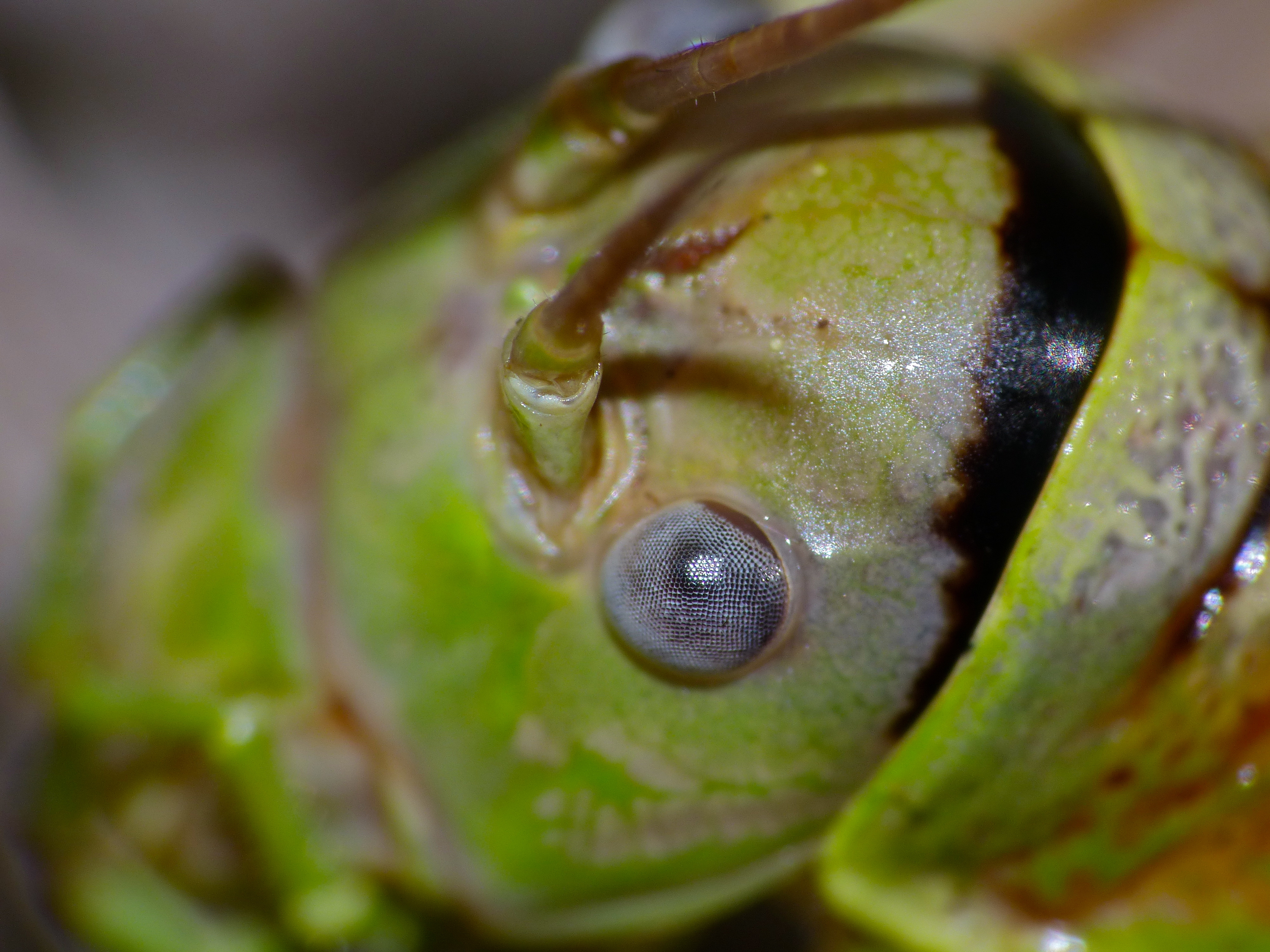
Zona occipitale nera di un Ephippiger in rilievo

Ad occhi non esperti potrebbe essere simile ad altri appartenenti alla sottofamiglia Bradyporinae, in particolare, in Italia, al genere Uromenus, dal quale si distingue più che altro per la forma del pronoto, più liscia e dolcemente concava, poco angolosa e con carene laterali assenti o poco pronunciate in Ephippiger. Caratteristica la zona occipitale del capo nera o rossa, che può essere nascosta dal pronoto, che nella parte più vicina all'addome, dove si trovano le tegmine, è molto rilevato a cupola; queste però sono atrofizzate e servono solo per il canto, non per volare (microtterismo). Sia il maschio che la femmina possono produrre suoni, anche se la femmina lo fa di rado e solo in risposta ad altri maschi. L'ovopositore è lungo, a volte lunghissimo (come in E. cavannai) e leggermente ricurvo verso l'alto. I cerci e i titillatori maschili sono importanti per la distinzione delle specie. Le colorazioni sono molto variabili anche all'interno di una stessa specie, abbiamo quelle che solitamente hanno individui quasi totalmente verdi (come E. perforatus), alcune con individui che possono avere trasformazioni che dal verdastro vanno a tendere al bruno-rossastro-vinaccia (soprattutto verso la fine dell'estate e il primo autunno, esempi sono E. provincialis, E. carlottae e talvolta anche E. ephippiger), oppure E. terrestris solitamente è verde-bluastro (in particolare la sottospecie italiana E. terrestris bormansi); tuttavia ci sono specie con colorazioni spesso molto variegate e appariscenti (E. discoidalis, E. ephippiger, E. diurnus, E. ruffoi, E. melisi, E. zelleri).

## Distribuzione e habitat
Diffusa in tutto il Mediterraneo settentrionale, è stata però descritta una specie anche in Somalia da Baccetti nel 1985, E. tropicalis, che potrebbero essere in realtà solamente individui introdotti per errore. Gli habitat sono molto vari di specie in specie, dalle zone ecotonali alle xerotermiche.

## Biologia
Sono tutte specie onnivore, e spesso si nutrono di altri piccoli ortotteri.

### Voce
- Ephippiger discoidalis canto
- Ephippiger ephippiger canto
- Ephippiger perforatus canto
- Ephippiger ruffoi                                                                                  canto
- Ephippiger terrestris bormansi                                                           canto

## Tassonomia
Il genere comprende le seguenti specie:
- Ephippiger apulus Ramme, 1933
- Ephippiger camillae Fontana & Massa, 2000
- Ephippiger carlottae Fontana & Odé, 2003
- Ephippiger cavannai Targioni-Tozzetti, 1881
- Ephippiger discoidalis Fieber, 1853
- Ephippiger diurnus Dufour, 1841
- Ephippiger ephippiger Fiebig, 1784
- Ephippiger melisi Baccetti, 1959
- Ephippiger perforatus Rossius, 1790
- Ephippiger persicarius Fruhstorfer, 1921
- Ephippiger provincialis Yersin, 1854
- Ephippiger ruffoi Galvagni, 1955
- Ephippiger terrestris Yersin, 1854
- Ephippiger tropicalis Baccetti, 1985
- Ephippiger zelleri Fischer, 1853

In Italia sono presenti le specie E. apulus, E. camillae, E. carlottae, E. cavannai, E. discoidalis, E. melisi, E. perforatus, E. persicarius, E. ruffoi, E. terrestris ed E. zelleri, e le sottospecie E. apulus italicus, E. terrestris bormansi ed E. terrestris caprai.

## Galleria d'immagini

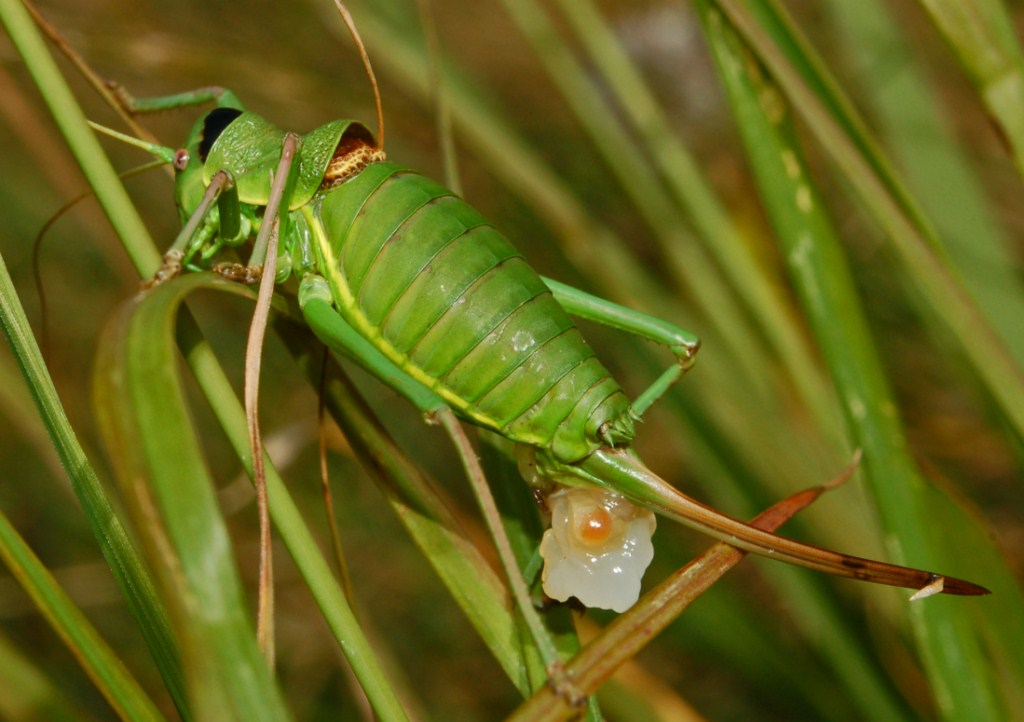
Ephippiger perforatus femmina
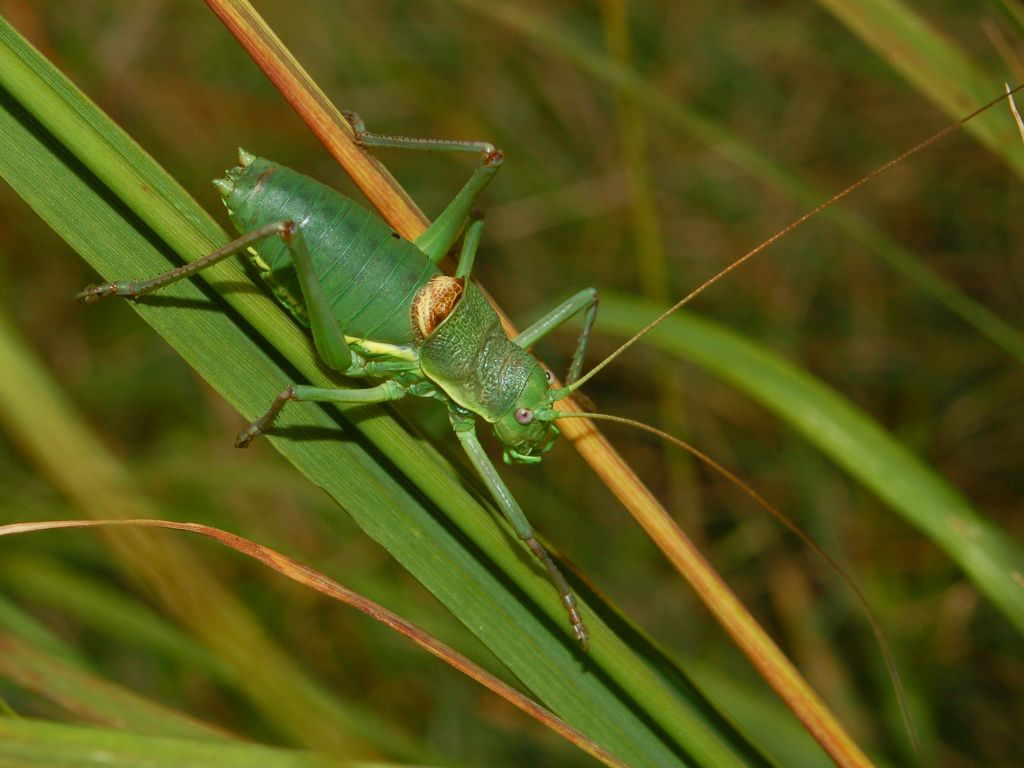
Ephippiger perforatus maschio
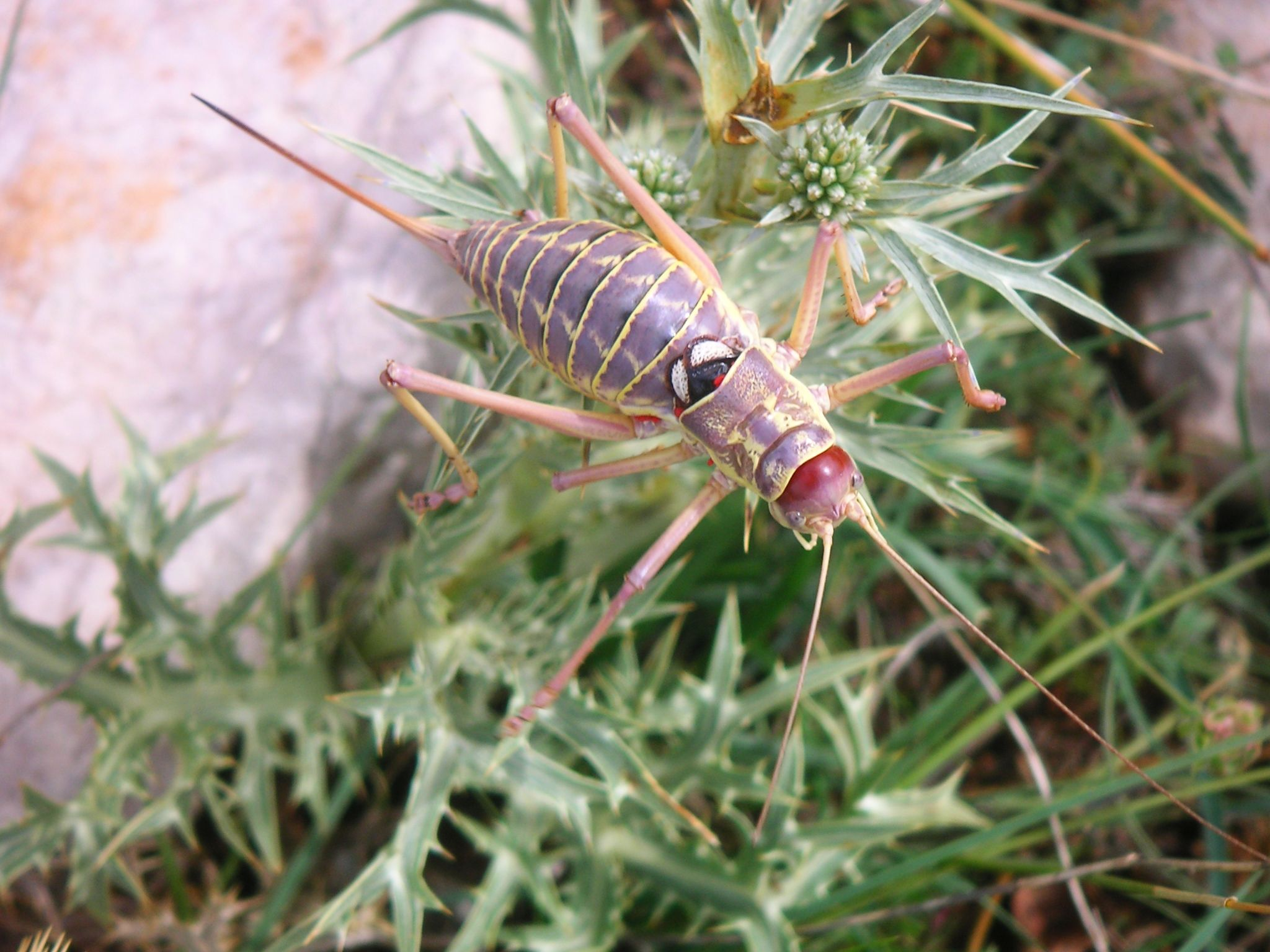
Ephippiger discoidalis femmina
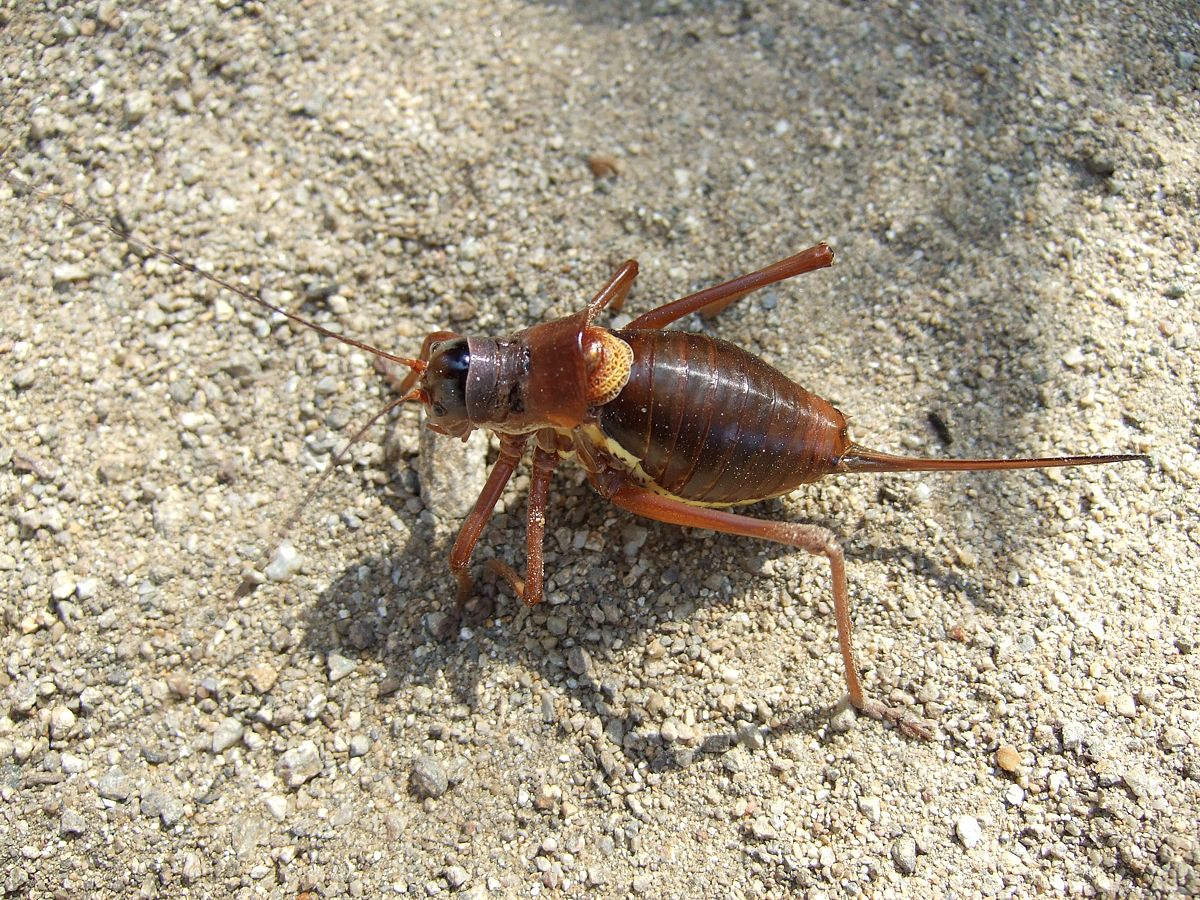
Ephippiger provincialis femmina
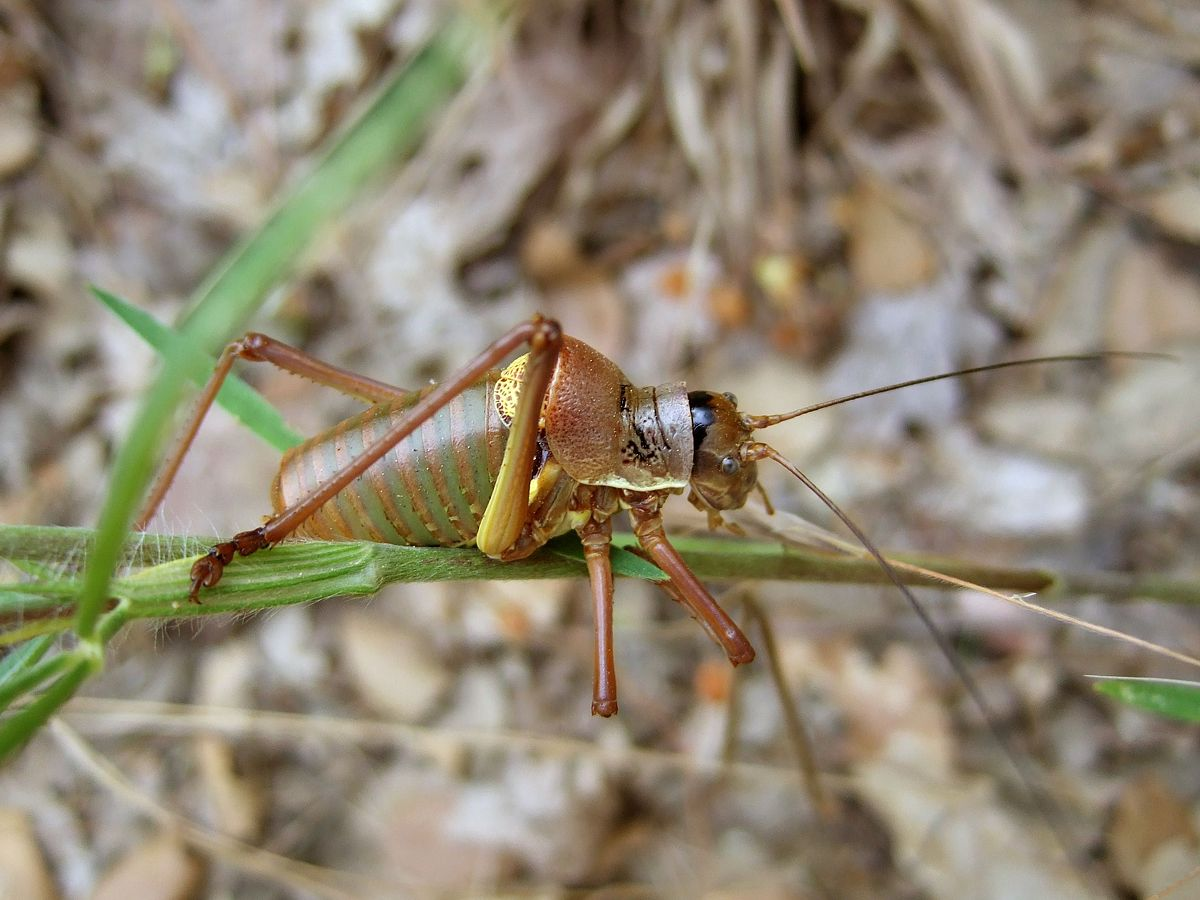
Ephippiger provincialis maschio
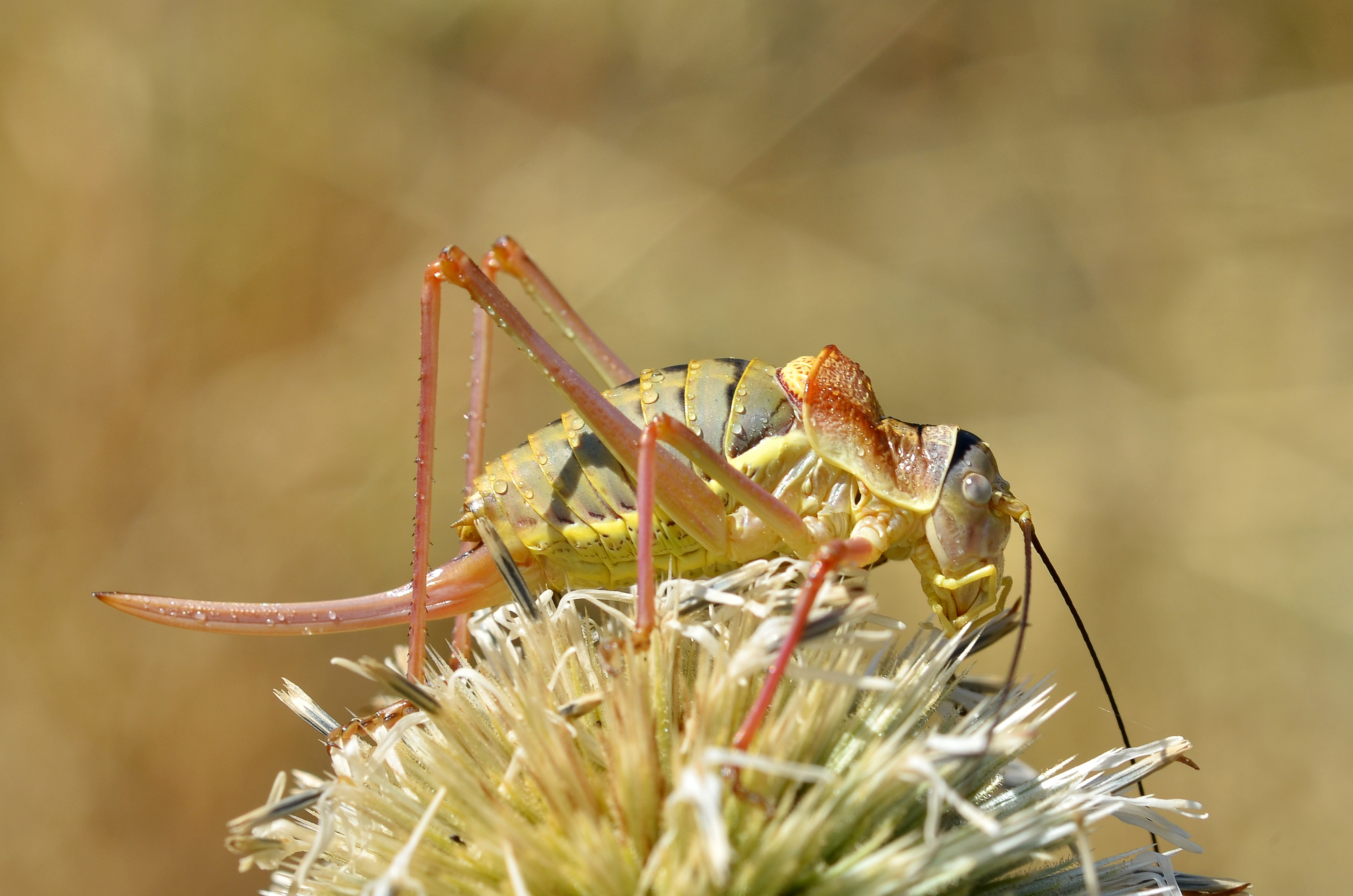
Ephippiger diurnus femmina
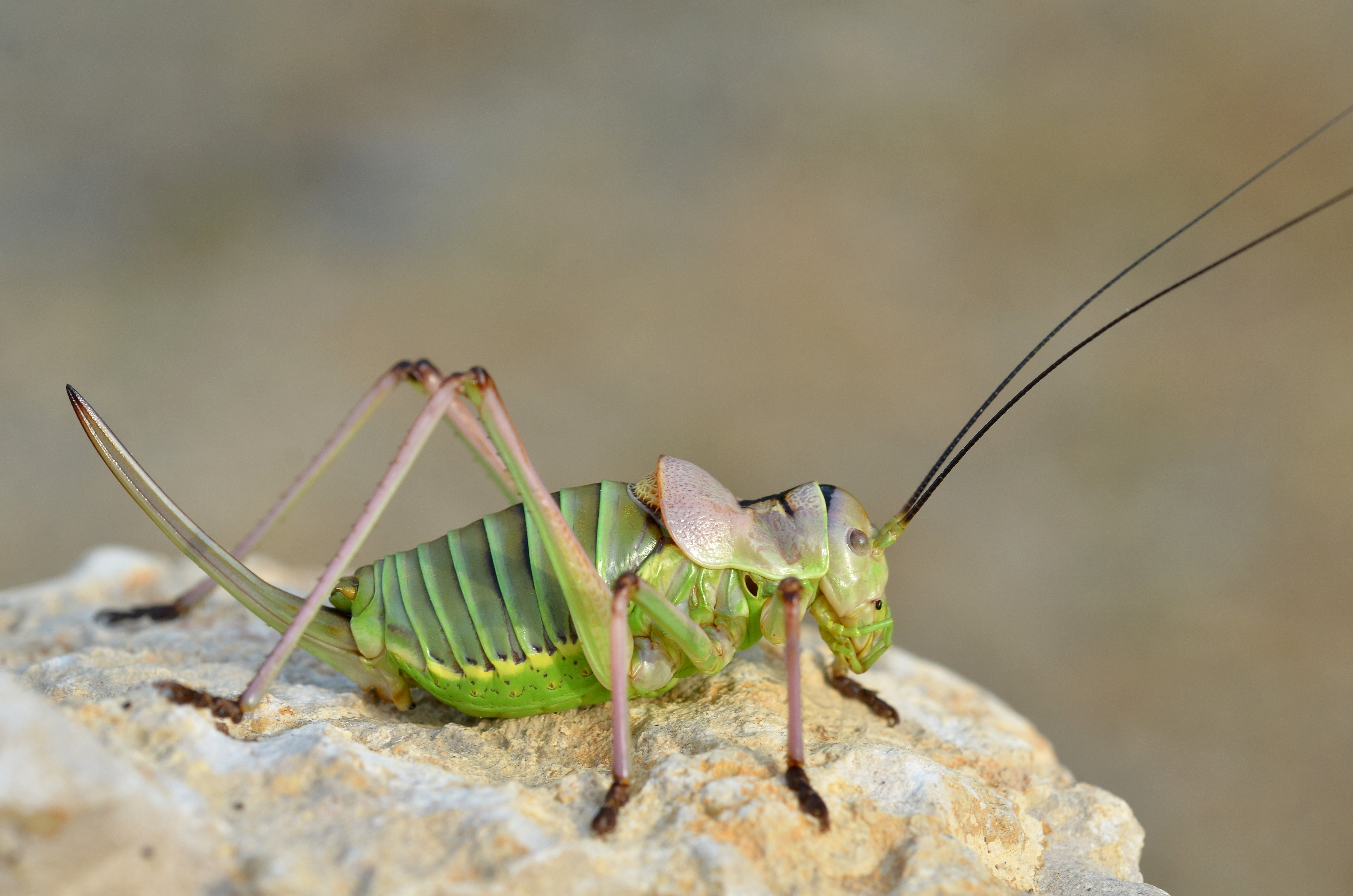
Ephippiger diurnus femmina
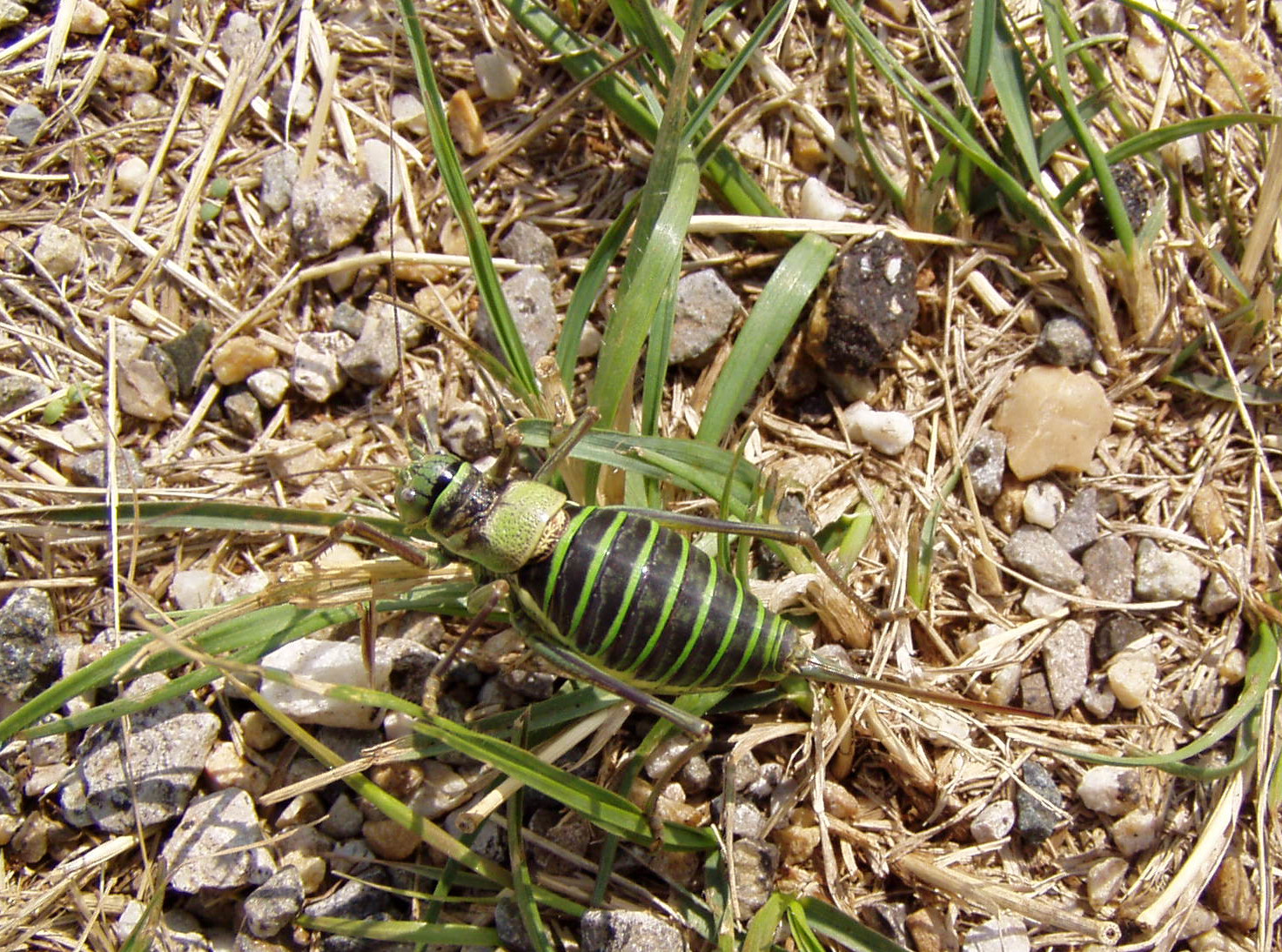
Ephippiger diurnus femmina
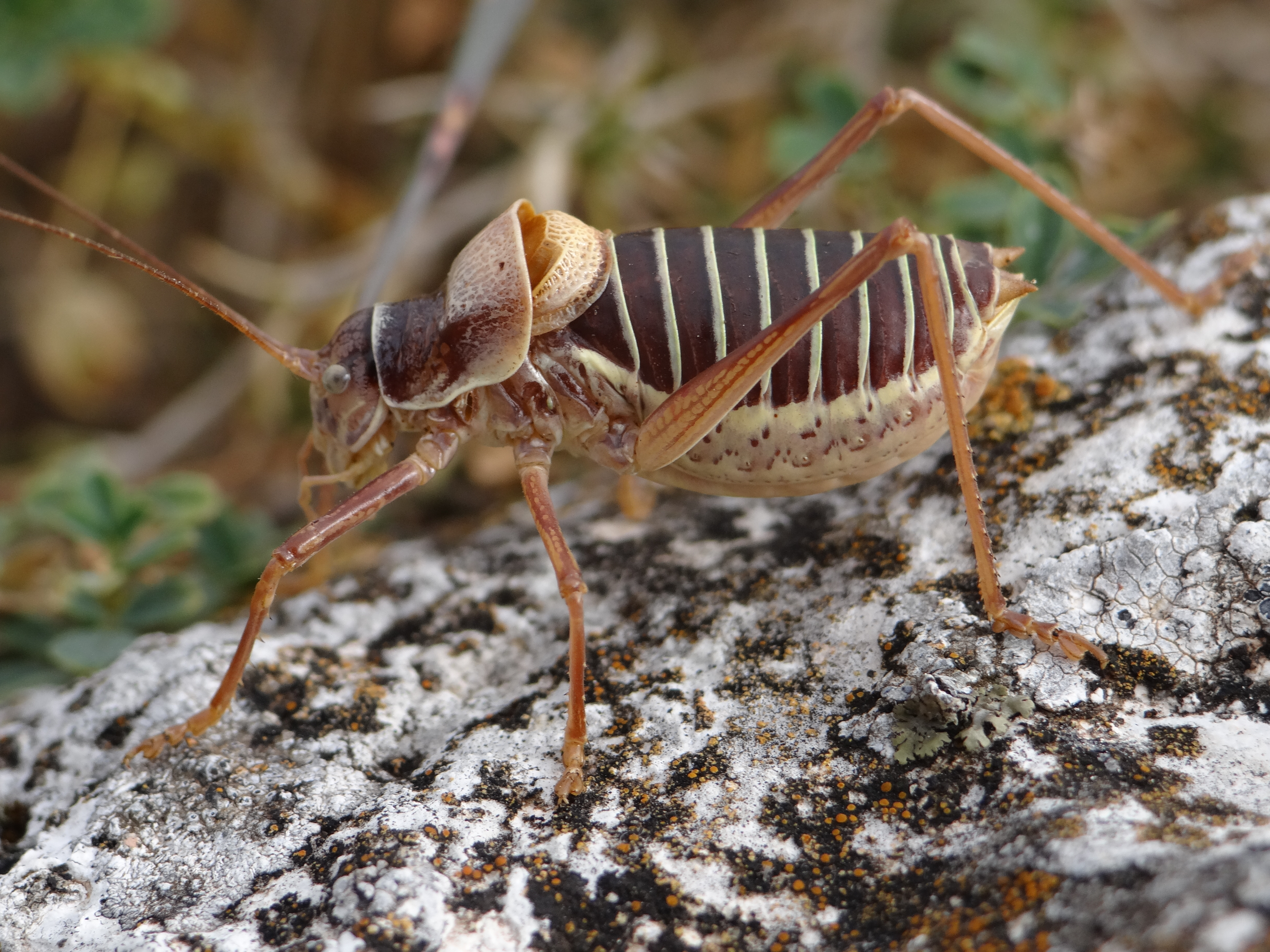
Ephippiger diurnus maschio
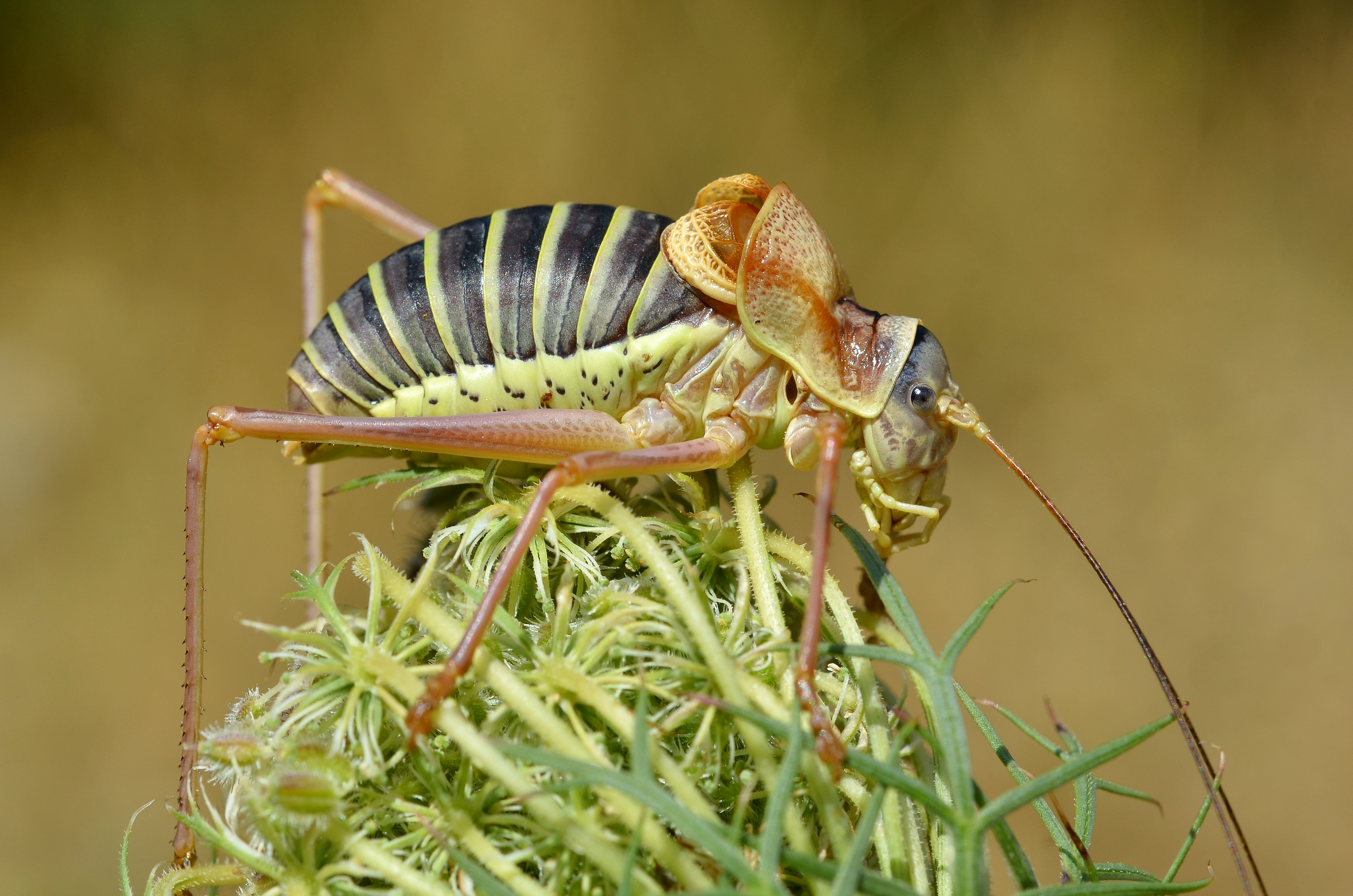
Ephippiger diurnus maschio
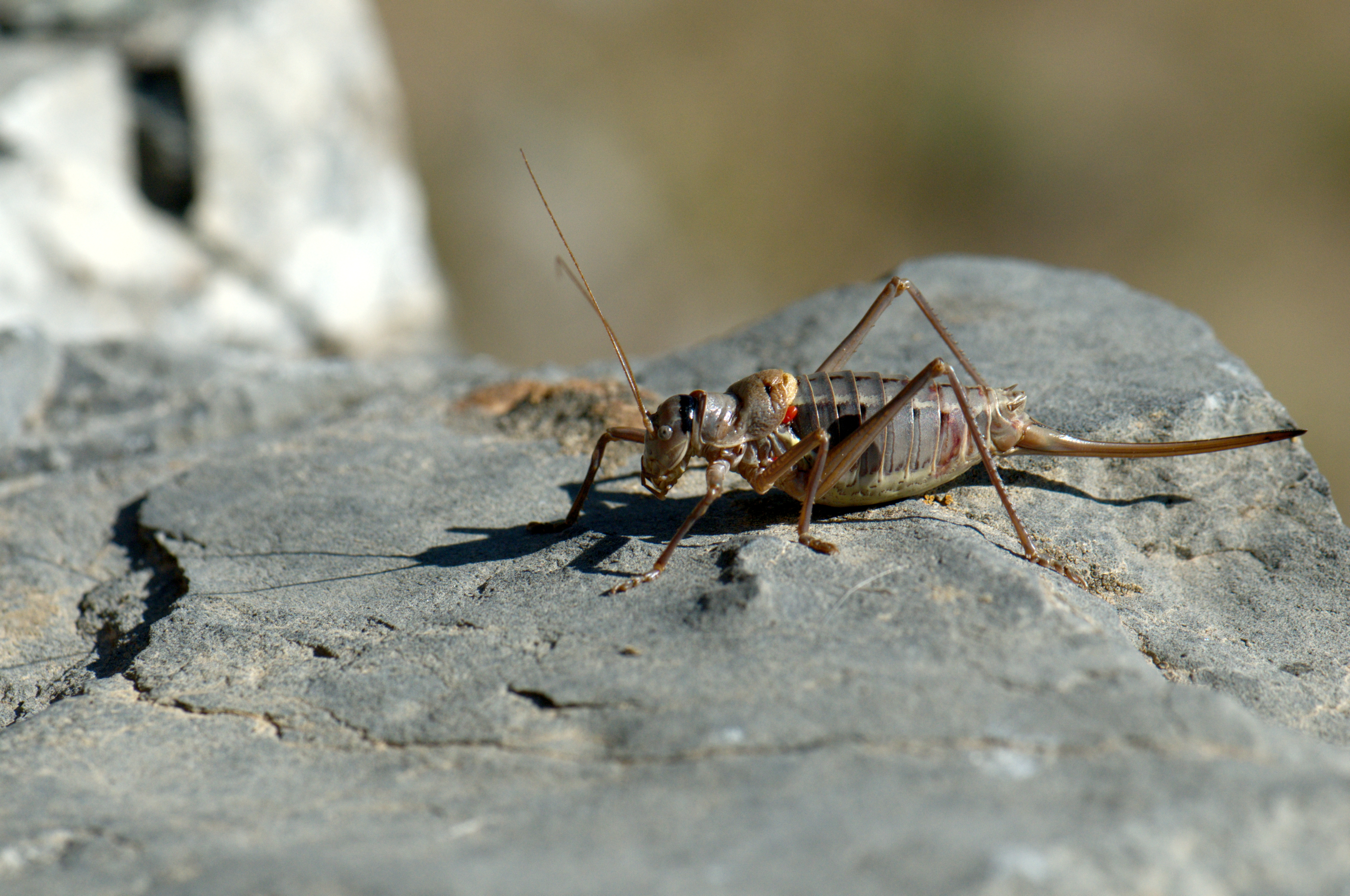
Ephippiger terrestris femmina